# Jedenspeigen (Herrschaft)
Die Herrschaft Jedenspeigen war eine Grundherrschaft im Viertel unter dem Manhartsberg im Erzherzogtum Österreich unter der Enns, dem heutigen Niederösterreich.

## Ausdehnung
Die Herrschaft umfasste zuletzt die Ortsobrigkeit über Jedenspeigen und Sierndorf an der March. Der Sitz der Verwaltung befand sich im Schloss Jedenspeigen.

## Geschichte
Letzter Inhaber der Fideikommissherrschaft war Maximilian Graf von Kollonitz (* 1799), der auch in der Steiermark und in Großschützen im damaligen Ungarn begütert war; er löste die Herrschaft nach den Reformen 1848/1849 auf.